# 18e étape du Tour de France 1972
Pour un article plus général, voir Tour de France 1972.
La 18e étape du Tour de France 1972 s'est déroulée le 21 juillet 1972 sur une distance de 257 km entre Vesoul et Auxerre. Elle a été remportée par Marinus Wagtmans.

## Parcours
D'une longueur de 257,5 km, l'étape orientée plein Ouest parcourt la Haute-Saône avec un sprint dès le km 10 à Velle-le-Châtel en passant par Dampierre-sur-Salon et Champlitte. Entrée en Côte-d'Or à Mornay, Fontaine-Française est traversée pour se rendre à Til-Châtel pour le second sprint au km 97,5. Après Is-sur-Tille, direction vers la vallée de la Seine et la première difficulté du jour : la côte de Courceau (km 140,5, 4e catégorie) avant le ravitaillement aux Laumes. Le seconde montée du jour est la côte de Saint-Just (km 181.5, 4e catégorie) à Fain-lès-Moutiers. C'est à Bierry-les-Belles-Fontaines que le peloton entre dans le département de l'Yonne, puis Noyers-sur-Serein avant la côte Neuve, troisième et ultime difficulté de cette étape de liaison (km 238, 4e catégorie), puis Irancy avant de s'achever place de l'Arquebuse à Auxerre.

## Classement de l'étape
| \| Classement de l'étape \| Classement de l'étape \| Classement de l'étape \| Classement de l'étape \| Classement de l'étape \| \| Coureur \| Coureur \| Pays \| Équipe \| Temps \| \| --------------------- \| --------------------- \| --------------------- \| -------------------------------- \| --------------------- \| \| 1er \| Marinus Wagtmans \| Pays-Bas \| \| 7 h 38 min 21 s \| \| 2e \| Rik Van Linden \| Belgique \| Van Cauter-Magniflex-de Gribaldy \| + 20 s \| \| 3e \| Frans Verbeeck \| Belgique \| Watney-Avia \| + 20 s \| \| 4e \| Willy Teirlinck \| Belgique \| Sonolor \| + 20 s \| \| 5e \| Joop Zoetemelk \| Pays-Bas \| Beaulieu-Flandria \| + 20 s \| \| 6e \| Ludo Van Staeyen \| Belgique \| \| + 20 s \| \| 7e \| Marino Basso \| Italie \| Salvarani \| + 20 s \| \| 8e \| Jan Krekels \| Pays-Bas \| Goudsmit-Hoff \| + 20 s \| \| 9e \| Lucien Van Impe \| Belgique \| Sonolor \| + 20 s \| \| 10e \| Gerard Vianen \| Pays-Bas \| Goudsmit-Hoff \| + 20 s \| |                  |          |                                  |                 |
| |                  |          |                                  |                 |
| |                  |          |                                  |                 |
| Classement de l'étape |                  |          |                                  |                 |
| Coureur | Coureur          | Pays     | Équipe                           | Temps           |
| 1er | Marinus Wagtmans | Pays-Bas |                                  | 7 h 38 min 21 s |
| 2e | Rik Van Linden   | Belgique | Van Cauter-Magniflex-de Gribaldy | + 20 s          |
| 3e | Frans Verbeeck   | Belgique | Watney-Avia                      | + 20 s          |
| 4e | Willy Teirlinck  | Belgique | Sonolor                          | + 20 s          |
| 5e | Joop Zoetemelk   | Pays-Bas | Beaulieu-Flandria                | + 20 s          |
| 6e | Ludo Van Staeyen | Belgique |                                  | + 20 s          |
| 7e | Marino Basso     | Italie   | Salvarani                        | + 20 s          |
| 8e | Jan Krekels      | Pays-Bas | Goudsmit-Hoff                    | + 20 s          |
| 9e | Lucien Van Impe  | Belgique | Sonolor                          | + 20 s          |
| 10e | Gerard Vianen    | Pays-Bas | Goudsmit-Hoff                    | + 20 s          |

## Classement général
| \| Classement général \| Classement général \| Classement général \| Classement général \| Classement général \| \| Coureur \| Coureur \| Pays \| Équipe \| Temps \| \| ------------------ \| ------------------ \| ------------------ \| -------------------------------- \| ------------------ \| \| 1er \| Eddy Merckx \| Belgique \| Molteni \| 98 h 07 min 25 s \| \| 2e \| Raymond Poulidor \| France \| Gan-Mercier-Hutchinson \| + 10 min 03 s \| \| 3e \| Felice Gimondi \| Italie \| Salvarani \| + 10 min 07 s \| \| 4e \| Lucien Van Impe \| Belgique \| Sonolor \| + 14 min 05 s \| \| 5e \| Joop Zoetemelk \| Pays-Bas \| Beaulieu-Flandria \| + 15 min 17 s \| \| 6e \| Mariano Martinez \| France \| Van Cauter-Magniflex-de Gribaldy \| + 16 min 53 s \| \| 7e \| Yves Hézard \| France \| Sonolor \| + 20 min 42 s \| \| 8e \| Joaquim Agostinho \| Portugal \| Frimatic-de Gribaldy \| + 20 min 52 s \| \| 9e \| Bernard Thévenet \| France \| Peugeot-BP-Michelin \| + 34 min 06 s \| \| 10e \| Edward Janssens \| Belgique \| Van Cauter-Magniflex-de Gribaldy \| + 36 min 37 s \| |                   |          |                                  |                  |
| |                   |          |                                  |                  |
| |                   |          |                                  |                  |
| Classement général |                   |          |                                  |                  |
| Coureur | Coureur           | Pays     | Équipe                           | Temps            |
| 1er | Eddy Merckx       | Belgique | Molteni                          | 98 h 07 min 25 s |
| 2e | Raymond Poulidor  | France   | Gan-Mercier-Hutchinson           | + 10 min 03 s    |
| 3e | Felice Gimondi    | Italie   | Salvarani                        | + 10 min 07 s    |
| 4e | Lucien Van Impe   | Belgique | Sonolor                          | + 14 min 05 s    |
| 5e | Joop Zoetemelk    | Pays-Bas | Beaulieu-Flandria                | + 15 min 17 s    |
| 6e | Mariano Martinez  | France   | Van Cauter-Magniflex-de Gribaldy | + 16 min 53 s    |
| 7e | Yves Hézard       | France   | Sonolor                          | + 20 min 42 s    |
| 8e | Joaquim Agostinho | Portugal | Frimatic-de Gribaldy             | + 20 min 52 s    |
| 9e | Bernard Thévenet  | France   | Peugeot-BP-Michelin              | + 34 min 06 s    |
| 10e | Edward Janssens   | Belgique | Van Cauter-Magniflex-de Gribaldy | + 36 min 37 s    |

## Classements annexes
| Classement par points | Classement par points | Classement par points | Classement par points            | Classement par points |
| Coureur               | Coureur               | Pays                  | Équipe                           | Points                |
| --------------------- | --------------------- | --------------------- | -------------------------------- | --------------------- |
| 1er                   | Eddy Merckx           | Belgique              | Molteni                          | 181 pts               |
| 2e                    | Joop Zoetemelk        | Pays-Bas              | Beaulieu-Flandria                | 126 pts               |
| 3e                    | Raymond Poulidor      | France                | Gan-Mercier-Hutchinson           | 109 pts               |
| 4e                    | Rik Van Linden        | Belgique              | Van Cauter-Magniflex-de Gribaldy | 106 pts               |
| 5e                    | Frans Verbeeck        | Belgique              | Watney-Avia                      | 101 pts               |

| Classement par points | Classement par points | Classement par points | Classement par points            | Classement par points |
| Coureur               | Coureur               | Pays                  | Équipe                           | Points                |
| --------------------- | --------------------- | --------------------- | -------------------------------- | --------------------- |
| 1er                   | Eddy Merckx           | Belgique              | Molteni                          | 181 pts               |
| 2e                    | Joop Zoetemelk        | Pays-Bas              | Beaulieu-Flandria                | 126 pts               |
| 3e                    | Raymond Poulidor      | France                | Gan-Mercier-Hutchinson           | 109 pts               |
| 4e                    | Rik Van Linden        | Belgique              | Van Cauter-Magniflex-de Gribaldy | 106 pts               |
| 5e                    | Frans Verbeeck        | Belgique              | Watney-Avia                      | 101 pts               |

| Classement de la montagne | Classement de la montagne | Classement de la montagne | Classement de la montagne | Classement de la montagne |
| Coureur                   | Coureur                   | Pays                      | Équipe                    | Points                    |
| ------------------------- | ------------------------- | ------------------------- | ------------------------- | ------------------------- |
| 1er                       | Lucien Van Impe           | Belgique                  | Sonolor                   | 228 pts                   |
| 2e                        | Eddy Merckx               | Belgique                  | Molteni                   | 211 pts                   |
| 3e                        | Joaquim Agostinho         | Portugal                  | Frimatic-de Gribaldy      | 155 pts                   |
| 4e                        | Mathieu Pustjens          | Pays-Bas                  | Sonolor                   | 105 pts                   |
| 5e                        | Joop Zoetemelk            | Pays-Bas                  | Beaulieu-Flandria         | 102 pts                   |

| Classement de la montagne | Classement de la montagne | Classement de la montagne | Classement de la montagne | Classement de la montagne |
| Coureur                   | Coureur                   | Pays                      | Équipe                    | Points                    |
| ------------------------- | ------------------------- | ------------------------- | ------------------------- | ------------------------- |
| 1er                       | Lucien Van Impe           | Belgique                  | Sonolor                   | 228 pts                   |
| 2e                        | Eddy Merckx               | Belgique                  | Molteni                   | 211 pts                   |
| 3e                        | Joaquim Agostinho         | Portugal                  | Frimatic-de Gribaldy      | 155 pts                   |
| 4e                        | Mathieu Pustjens          | Pays-Bas                  | Sonolor                   | 105 pts                   |
| 5e                        | Joop Zoetemelk            | Pays-Bas                  | Beaulieu-Flandria         | 102 pts                   |

| Classement du combiné | Classement du combiné | Classement du combiné | Classement du combiné  | Classement du combiné |
| Coureur               | Coureur               | Pays                  | Équipe                 | Points                |
| --------------------- | --------------------- | --------------------- | ---------------------- | --------------------- |
| 1er                   | Eddy Merckx           | Belgique              | Molteni                | 4 pts                 |
| 2e                    | Raymond Poulidor      | France                | Gan-Mercier-Hutchinson | 11 pts                |
| 3e                    | Lucien Van Impe       | Belgique              | Sonolor                | 11 pts                |
| 4e                    | Joop Zoetemelk        | Pays-Bas              | Beaulieu-Flandria      | 12 pts                |
| 5e                    | Joaquim Agostinho     | Portugal              | Frimatic-de Gribaldy   | 20 pts                |

| Classement du combiné | Classement du combiné | Classement du combiné | Classement du combiné  | Classement du combiné |
| Coureur               | Coureur               | Pays                  | Équipe                 | Points                |
| --------------------- | --------------------- | --------------------- | ---------------------- | --------------------- |
| 1er                   | Eddy Merckx           | Belgique              | Molteni                | 4 pts                 |
| 2e                    | Raymond Poulidor      | France                | Gan-Mercier-Hutchinson | 11 pts                |
| 3e                    | Lucien Van Impe       | Belgique              | Sonolor                | 11 pts                |
| 4e                    | Joop Zoetemelk        | Pays-Bas              | Beaulieu-Flandria      | 12 pts                |
| 5e                    | Joaquim Agostinho     | Portugal              | Frimatic-de Gribaldy   | 20 pts                |

| Classement par équipes | Classement par équipes           | Classement par équipes | Classement par équipes |
| Équipe                 | Équipe                           | Pays                   | Temps                  |
| ---------------------- | -------------------------------- | ---------------------- | ---------------------- |
| 1re                    | Gan-Mercier-Hutchinson           | France                 | 297 h 06 min 27 s      |
| 2e                     | Van Cauter-Magniflex-de Gribaldy | Belgique               | + 1 min 05 s           |
| 3e                     | Molteni                          | Belgique               | + 15 min 55 s          |
| 4e                     | Sonolor                          | France                 | + 17 min 36 s          |
| 5e                     | Bic                              | France                 | + 44 min 26 s          |

| Classement par équipes | Classement par équipes           | Classement par équipes | Classement par équipes |
| Équipe                 | Équipe                           | Pays                   | Temps                  |
| ---------------------- | -------------------------------- | ---------------------- | ---------------------- |
| 1re                    | Gan-Mercier-Hutchinson           | France                 | 297 h 06 min 27 s      |
| 2e                     | Van Cauter-Magniflex-de Gribaldy | Belgique               | + 1 min 05 s           |
| 3e                     | Molteni                          | Belgique               | + 15 min 55 s          |
| 4e                     | Sonolor                          | France                 | + 17 min 36 s          |
| 5e                     | Bic                              | France                 | + 44 min 26 s          |